# Meine Frau (Maupassant)
Meine Frau (franz. Ma femme) ist eine Novelle von Guy de Maupassant, der sie unter dem Pseudonym Maufrigneuse erstmals am 5. Dezember 1882 in Gil Blas veröffentlichte.

## Handlung
Einige verheiratete Herren erinnern sich während eines Essens der schönen Zeiten, als sie noch unverheiratet waren. Einer von ihnen, Pierre Létoile, berichtet von den Umständen seiner Heirat. Er war zu einer Hochzeit auf dem Schloss des Obristen Doumolin in der Normandie eingeladen. Die Tochter seines Gastgebers war seine Tischdame. Nach der Feier ging Létoile zu einem ländlichen Tanzvergnügen, wo er so viel Wein und Cidre trank, dass er vollkommen betrunken im Schloss die Treppe hinaufkroch, die Zimmertür verwechselte und unwissentlich im Zimmer der Obristentochter auf dem Sofa einschlief. Am nächsten Morgen wurde er dort ertappt. Seiner Beteuerung, dass zwischen ihm und dem Mädchen nichts vorgefallen sei, glaubte niemand. Unter Todesdrohungen seitens des Vaters wurde er gezwungen, das Mädchen zu heiraten. Zum Zeitpunkt des Berichts ist Létoile bereits fünf Jahre glücklich verheiratet und hat die Heirat nie bereut, obwohl der Gott der Trunkenen die Entscheidung für ihn getroffen hat.